# Дорније Do 17
Дорније Do 17 је лаки бомбардер, производио се у немачкој фабрици авиона Дорније. Због своје витке линије, у земљама енглеског говорног подручја добио је надимак „Летећа оловка“. За време Другог светског рата, био је један од три бомбардера који су чинили главни ослонац тактичких бомбардерских снага Луфтвафеа у првим годинама рата. Релативно кратко време га је користила Луфтвафе да би био замењен бољим Јункерсом Ju 88. Усавршена верзија Do 215 произведена је у мањој серији, али ни она није остала дуго у употреби. Дорнијеа покрећу два радијална мотора, уграђена на крилима, а репне површине имају два вертикална стабилизатора. Био је популаран међу својим посадама због лаког управљања на мањим висинама што му је омогућавало изненадне нападе. Ради његове танке конструкције био је мањи циљ и било га је теже погодити него друге немачке бомбардере.

## Развој
Дорније Do 17 је конструисан почетком 1930-их, вођа пројектантског тима је био др. Клод Дорније. Авион је био један од три главна немачка бомбардера кориштена у прве три године Другог светског рата. Своју прву борбену мисију авион је имао 1937. године током Шпанског грађанског рата, у различитим улогама у Легији Кондор. Током Другог светског рата коришћен је у великом броју у предњој линији сваке веће акције све до краја 1941. године, када му је коришћење ограничено само на ношење бомби с чиме му је смањена ефикасност и долет. Производња Дорнијеа је завршена у лето 1940, у корист тада новог и снажнијег Јункерса Ju 88. Наследник Do 17 је био Do 27, који се почео појављивати 1942. године. И поред новијих авиона Do 17 је наставио службу у флоти Луфтвафеа до краја рата у различитим улогама, као ноћни ловац, извиђач, транспортер, школски и авион за разна аеро-испитивања. Знатан број преосталих авиона послат је у земље савезнице Немачке. Само неколико авиона је преостало после рата, а задњи је приземљен у Финској 1952. године. Мања количина модернизованих авиона произвођена је за извоз под ознаком , али су на крају и ови авиони завршили у флоти Луфтвафеа. Производња Do 215 је престала 1941.

## Верзије

### 
На основу успеха Do 17 за време циришких авио трка, Југословенско краљевско ратно ваздухопловство је откупило лиценцу за производњу авиона у Државној фабрици авиона у Краљеву. Модификације су се састојале у уградњи бољих звезда мотора Гном Рон 14Н, а додат је топ „хиспано“ од 20 mm као и три митраљеза браунинг 7,92 mm. У тадашњој Југославији израђиване су три верзије: бомбардер Do 17 Kb-1, извиђачки Do 17 Ka-2 и такође извиђачки Do 17 Kb-3. Између Ка-1 и Ка-2 постојала је незнатна разлика, задњи нешто увећани део кабине био је помакнут мало уназад. На Do 17 Ka-3 је, према моделу М-1, доњи део крила био прекривен Дуралуминијумом, а ради ширих мотора увећана је и његова оплата.
До почетка Априлског рата укупно је произведено 70 авиона. У току Априлског рата већину авиона су на земљи уништили или непријатељ или посаде авиона. Неколико посада је са авионима пребегло на страну савезника, а 11 су Немци продали квислиншкој НДХ
Дорније Do 17Z серија је била је најпрепознатљивија верзија, која је израђена у великом броју. Перформансе ове варијанте су знатно надмашиле перформансе претходника. Прве модификације су настале након стицања борбених искустава у Шпанском грађанском рату, када је уочена мана да је Do 17 слабо заштићен од напада одоздо. Услед ограничења поља гађања, његов једини митраљез који је постављен надоле није био довољно ефикасан. Због тога је реконструисан предњи део трупа, са застакљеним носом на врху, заједно с пилотском кабином, која је проширена и спуштена с чиме је омогућена уградња додатног митраљеза. И сама купола кабине је била потпуно у стаклу, протегнута је уназад тако да је била упоредна с нападном ивицом крила и његовим кореном. За тестирање ови верзије израђени су модели Do 17S и Do 17U на које су уграђени мотори DB 600. Како су ови мотори били резервисани за ловачке авионе, користили су се Брамо Фафнир 323 А радијални звездасти мотори. Авион је могао понети до 1000 kg бомби, а посади је додат и четврти члан. Ради додатне тежине наоружања и посаде, мотори су се показали преслаби, па су замењени са јачим моторима Брамо 323 P. Изграђена су само три Do 17S и 15 Do 17U. Модификоване верзије су са пуним оптерећењем имале борбени радијус од 322 km. Касније верзије, Do 17Z-3, Z-4 и Z-5, које су биле опремљене с камерама, двоструким контролама и пловцима (за поморске операције) и даље нису могле потпуно савладати проблеме с долетом и пуним оптерећењем наоружања. Верзије Z модела наставиле су се и даље развијати. Z-6 је био извиђачки авион, иако је израђен само као прототип, а Z-8 се није производио. Z-9 је био опремљен посебним механизмом за испуштање бомби и њиховим ослобађањем са задршком за нападе са мањих висина. Посљедње Z верзије, Z-7 Кауц I и Z-10 Кауц II биле су ноћни ловци, који су коришћени до краја 1941. године.
Do 215 је била извозна (експортна) варијанта авион Do 17 Z, вредно је напоменути да је за њу била заинтересована и Југославија. Та, измењена верзија са ознаком Do 215, од којих је неколико испоручено Луфтвафеу и пре него што је основни нацрт прерађен у знатно бољи модел Do 217. Задње варијанте типа Do 17 били су ноћни ловци Do 17 Z-6 и Do 17 Z-10, код којих је стаклени нос замењен чврстим, наоружаним једним топом и митраљезима.

### Ћук
Три прототипа су израђена из конструкције постојеће З-серије за модел Do 17Z-7 Кауц I (  - Ћук). Каснији редизајнирани модел Do 17Z-10 Кауц II је у свом металном носу имао један IR рефлектор за Spanner Anlage сиситем откривања. Z-10 је био наоружан с четири 7,92 mm MG 17 митраљеза и два 20 mm MG FF у доњем делу носа. Само десет Кауц II авиона је настало реконструкцијом постојећих авиона Z-серије. Спанер систем се показао у већини случајева бескорисним, па у већину авиона Z-10 није уграђиван. Један Z-10, са ознаком као CD+PV је служио је за тестирање и развој Лихтенштајн радарског система 1941. и 1942. године. У тако раној фази рата није се уграђивао радар, а у пролеће 1942, ловци Do 17 кауц искључени су из наоружања.

## Земље корисници авиона Дорније
| - Краљевина Бугарска - Финска - Краљевина Италија - Краљевина Југославија - Краљевина Мађарска - Независна Држава Хрватска | - Краљевина Румунија - САД - Шпанија - Швајцарска - Уједињено Краљевство |  |

### Употреба у Краљевини Југославији
Југословенске власти су 1936. године наручиле од Немачке 36 авиона Do 17E, а преговори за добијање лиценце за 36 Do 17Ka су завршили 27. јуна 1938. Југославија је 18. марта 1938. наручила 16 комплета Do 17 Ka-2 и Ка-3 по цени од 3.316.788 РМ. Авиони су испоручени у деловима, а посљедњи је примљен 21. априла 1939. Влада је такође тражила куповину лиценце за производњу. На авион се гледало као на поуздан и квалитетан. Југославија је још током 1920. купила Дорније Комет, којег је користило тадашње Поморско ваздухопловство. Иако много скупљи од Комета, с обзиром на немачку спремност за краткорочну испоруку без ограничења у броју, ипак је одабрана верзија Do 17Ka. Дорнијеи су испоручивани без немачке опреме и мотора те су ови делови набављани из Француске. За уградњу су одабрани француски Гноме-Рон Мистрал Мајор мотори за које се тврдило да имају 649 kW (870 КС) и да могу развити брзину 420 km/h на 3.850 m висине.
Пропелери сталне брзине такође су били слаби, а испорука је каснила што је довело и до судског процеса с Пијађо Аеро и Ратијер пропелерсом. Само један од Do 17 испоручен је с немачком опремом. Остали Дорнијеи су били опремљени с белгијским митраљезима FH 7,9 mm, чешким камерама, а неколико је имало Телефункен радио сет. Свеукупно је у југословенским фабрикама израђено 70 примерака авиона Do 17.

## Галерија
- Дорније Do 17Z KG 76, 1940.
- Авиони Дорније Do 17 у формацији.
- Дорније Do 17Z у Финској.
- Дорније Do 17, 1941. у Совјетском Савезу.
- Дорније  у Француској.
- Формација авиона Дорније  у Француској.
- Два авиона на одржавању.
- Бомбардовање, авион Дорније Do 17Z испушта бомбе.
- Напад авиона Спитфајер на формацију авиона Дорније Do 17 током борбе за Енглеску.